# ویلیام برنارد هیکی
ویلیام برنارد هیکی (انگلیسی: William Hickie; ۲۱ مهٔ ۱۸۶۵ – ۳ نوامبر ۱۹۵۰) فرد نظامی اهل بریتانیا بود. وی همچنین برندهٔ جوایزی همچون نشان حمام شده‌است.